# SS Fort Mercer
El SS Fort Mercer fue un buque petrolero tipo T2-SE-A1 construido por Sun Shipbuilding & Drydock Company, en Chester, Pensilvania en octubre de 1945.

## Hundimiento
El 18 de febrero de 1952, el Fort Mercer se partió en dos mitades debido a un vendaval, a 30 millas al este de Chatham, Massachusetts. Ese mismo día el SS Pendleton, otro buque petrolero, se rompió cerca de 20 millas de distancia lo que provocó un audaz rescate por la Guardia Costera de Estados Unidos.

## San Jacinto
La popa, recuperada, del Fort Mercer fue remolcada hacia Newport, R.I. para usarla como base del San Jacinto, que fue construido por Todd Shipyards Corp., botado en agosto de 1953. Con 11 años de servicio este buque sufrió una explosión que provocó que se partiera en dos mitades frente a las costas de Virginia el 26 de marzo de 1964.